# Libertas Pallacanestro Forlì 1980-1981
Questa voce raccoglie le informazioni riguardanti la Libertas Forlì, sponsorizzata Recoaro, nelle competizioni ufficiali della stagione 1980-1981.

## Roster
- Stefano Andreani[1]
- Carlo Abbondanza[1]
- Luciano Bosio[1]
- Roberto Cordella[1]
- Silvano Dal Seno[1]
- Rod Griffin[1]
- Rudy Hackett[1]
- Domenico Matassini[1]
- Maurizio Solfrizzi[1]
- Fabio Vallicelli[1]
- Allenatore: Carlo Rinaldi[1]